# Karma Chameleon
"Karma Chameleon" là một bài hát của nhóm nhạc người Anh quốc Culture Club nằm trong album phòng thu thứ hai của họ, Colour by Numbers (1983). Nó được phát hành như là đĩa đơn thứ hai trích từ album vào ngày 6 tháng 9 năm 1983 bởi Virgin Records và Epic Records. "Karma Chameleon" được đồng viết lời bởi tất cả những thành viên của Culture Club (Boy George, Jon Moss, Mikey Craig và Roy Hay) với Phil Pickett, trong khi phần sản xuất được đảm nhiệm bởi Steve Levine. Ban đầu được dự định sẽ mang tiêu đề "Cameo Chameleon", bài hát là một bản pop với phần harmonica đặc trưng được thể hiện bởi Judd Lander, mang nội dung đề cập đến nỗi sợ hãi mà mỗi người phải đối mặt khi phải đứng lên đấu tranh vì một điều gì đó. Tuy nhiên, nó đã vướng phải một vụ kiện từ những tác giả của bài hát năm 1960 của Jimmy Jones "Handy Man", nhưng bồi thẩm đoàn đã đưa ra phán quyết cuối cùng với phần thắng nghiêng về phía nhóm.
Sau khi phát hành, "Karma Chameleon" nhận được những phản ứng tích cực từ các nhà phê bình âm nhạc, trong đó họ đánh giá cao giai điệu hấp dẫn cũng như quá trình sản xuất nó. Ngoài ra, bài hát còn gặt hái nhiều giải thưởng và đề cử tại những lễ trao giải lớn, bao gồm chiến thắng tại giải Brit năm 1984 cho Đĩa đơn Anh quốc của năm. "Karma Chameleon" cũng tiếp nhận những thành công ngoài sức tưởng tượng về mặt thương mại với việc đứng đầu các bảng xếp hạng ở hơn 15 quốc gia trên toàn thế giới, bao gồm nhiều thị trường lớn như Úc, Bỉ, Canada, Ireland, Hà Lan, New Zealand, Na Uy, Tây Ban Nha, Thụy Điển, Thụy Sĩ và Vương quốc Anh, và lọt vào top 5 ở tất cả những quốc gia nó xuất hiện. Tại Hoa Kỳ, nó đạt vị trí số một trên bảng xếp hạng Billboard Hot 100 trong ba tuần liên tiếp, trở thành đĩa đơn quán quân đầu tiên của Culture Club tại đây. Tính đến nay, nó đã bán được hơn 5 triệu bản trên toàn cầu, trở thành một trong những đĩa đơn bán chạy nhất mọi thời đại.
Video ca nhạc cho "Karma Chameleon" được đạo diễn bởi Peter Sinclair, mang nội dung tập trung mô tả cuộc sống một nhóm người đa chủng tộc lớn ở Mississippi vào cuối những năm 1800, trong đó giọng ca chính George mặc trang phục được biết đến như vẻ ngoài đặc trưng của ông: trang phục sặc sỡ, găng tay không ngón, bím tóc dài và mũ nơ đen. Được ghi nhận là bài hát trứ danh trong sự nghiệp của Culture Club, bài hát đã được hát lại và sử dụng làm nhạc mẫu bởi nhiều nghệ sĩ, như Wyclef Jean, R. Kelly, Lil Wayne, Lou Bega và Jack Johnson, cũng như xuất hiện trong nhiều tác phẩm điện ảnh và truyền hình, bao gồm The A-Team, The Call, Casualty, EastEnders, The Office và Rock Star. Ngoài ra, "Karma Chameleon" còn xuất hiện trong nhiều album tuyển tập của nhóm, như This Time – The First Four Years (1987), The Best of Culture Club (1989), At Worst... The Best of Boy George and Culture Club (1993) và Greatest Hits (2005).

## Danh sách bài hát
Đĩa 7" tại châu Âu và Anh quốc
1. "Karma Chameleon" (đĩa đơn chỉnh sửa) – 3:59
2. "That's the Way (I'm Only Trying to Help You)" – 1:43

Đĩa 12" tại châu Âu và Anh quốc
1. "Karma Chameleon" (bản album) – 4:11
2. "I'll Tumble 4 Ya" (U.S. 12" phối lại) – 4:38

## Xếp hạng
| Bảng xếp hạng (1983-94)                  | Vị trí cao nhất |
| ---------------------------------------- | --------------- |
| Úc (Kent Music Report)                   | 1               |
| Áo (Ö3 Austria Top 40)                   | 3               |
| Bỉ (Ultratop 50 Flanders)                | 1               |
| Canada (RPM)                             | 1               |
| Canada Adult Contemporary (RPM)          | 12              |
| Đan Mạch (IFPI)                          | 1               |
| Châu Âu (European Hot 100 Singles)       | 1               |
| Phần Lan (Suomen virallinen lista)       | 1               |
| Pháp (IFOP)                              | 5               |
| Đức (Official German Charts)             | 2               |
| Ireland (IRMA)                           | 1               |
| Ý (FIMI)                                 | 4               |
| Hà Lan (Dutch Top 40)                    | 1               |
| Hà Lan (Single Top 100)                  | 1               |
| New Zealand (Recorded Music NZ)          | 1               |
| Na Uy (VG-lista)                         | 1               |
| Nam Phi (Springbok Radio)                | 1               |
| Tây Ban Nha (AFYVE)                      | 1               |
| Thụy Điển (Sverigetopplistan)            | 1               |
| Thụy Sĩ (Schweizer Hitparade)            | 1               |
| Anh Quốc (OCC)                           | 1               |
| Hoa Kỳ Billboard Hot 100                 | 1               |
| Hoa Kỳ Adult Contemporary (Billboard)    | 3               |
| Hoa Kỳ Hot R&B/Hip-Hop Songs (Billboard) | 67              |

| Bảng xếp hạng (1983)                 | Vị trí |
| ------------------------------------ | ------ |
| Australia (Kent Music Report)        | 8      |
| Belgium (Ultratop 50 Flanders)       | 5      |
| Denmark (IFPI)                       | 23     |
| France (SNEP)                        | 17     |
| Germany (Official German Charts)     | 34     |
| Italy (FIMI)                         | 16     |
| Netherlands (Dutch Top 40)           | 11     |
| Netherlands (Single Top 100)         | 10     |
| New Zealand (Recorded Music NZ)      | 7      |
| Switzerland (Schweizer Hitparade)    | 5      |
| UK Singles (Official Charts Company) | 1      |
| Bảng xếp hạng (1984)                 | Vị trí |
| Canada (RPM)                         | 5      |
| South Africa (Springbok Radio)       | 7      |
| US Billboard Hot 100                 | 10     |
| US Adult Contemporary (Billboard)    | 32     |

| Bảng xếp hạng (1980-89)              | Vị trí |
| ------------------------------------ | ------ |
| UK Singles (Official Charts Company) | 7      |

| Bảng xếp hạng                        | Vị trí |
| ------------------------------------ | ------ |
| UK Singles (Official Charts Company) | 67     |
| US Billboard Hot 100                 | 488    |

## Chứng nhận
| Quốc gia                                                                           | Chứng nhận  | Số đơn vị/doanh số chứng nhận |
| ---------------------------------------------------------------------------------- | ----------- | ----------------------------- |
| Canada (Music Canada)                                                              | 2× Bạch kim | 200.000^                      |
| Pháp (SNEP)                                                                        | Vàng        | 720,000                       |
| New Zealand (RMNZ)                                                                 | Vàng        | 10.000*                       |
| Anh Quốc (BPI)                                                                     | Bạch kim    | 1,623,347                     |
| Hoa Kỳ (RIAA)                                                                      | Vàng        | 1.000.000^                    |
| * Chứng nhận dựa theo doanh số tiêu thụ. ^ Chứng nhận dựa theo doanh số nhập hàng. |             |                               |